# Berig

Mapa que muestra la migración de los gotlandeses que puede ilustrar la legendaria migración de Berig: la zona en rojo es Gothiscandza (en la cultura de Wielbark), el territorio de Gotland aparece en rosa y la extensión tradicional de Götaland, en verde.

Berig ( 65-112 ) fue un legendario rey (nórdico antiguo konungr) de los godos que se menciona en la obra Getica del historiador Jordanes. Según Jordanes, Berig lideró a su pueblo en la emigración desde Scandza (Escandinavia) a Gothiscandza (en la cuenca del Vístula). Una vez iniciaron los asentamientos, se vieron involucrados en batallas contra los rugios, otro pueblo germánico que hizo lo mismo con anterioridad, estaban emplazados en las costas y fueron expulsados hacia occidente. Luego tuvieron más conflictos con sus nuevos vecinos, los vándalos.

## Etimología
El nombre puede tener su origen en el gótico Bairika, que se puede traducir como "Pequeño Oso". El historiador danés Arne Søby Christensen propuso que Casiodoro, quien escribió el texto original que Jordanes basó su obra, se lo inventó inspirándose en Βέρικος (Berikos o Verica).
Las recientes investigaciones sobre la transición entre la cultura de Oksywie hacia la cultura de Wielbark demuestran que fue un proceso pacífico. El periodo coincide con la aparición de nueva población de origen escandinavo en zonas anteriormente inhabitadas entre las áreas culturales de Oksywie y Przeworsk.

## Cultura popular
Johannes Magnus, arzobispo de Upsala, Suecia en el siglo XVI en su historia sobre los suecos y los godos, fue el primero en publicar una canción conocida como Balada de Eric ("Eriksvisan") sobre uno de los primeros reyes godos llamado Eric, quien tiene algunas similitudes con Berig. Durante un tiempo se pensó que era una tradición folclórica auténtica sobre el monarca, pero actualmente se ha demostrado que es falsa. No obstante, Magnus plantea la figura de Berig como unificador de suecos y godos 400 años más tarde de la muerte de Eric.
La banda de metal sinfónico Therion, tiene una canción Three Ships of Berik, Pts. 1 and 2 que trata de Berig (aquí Berik).